# Vy-lès-Filain
Vy-lès-Filain ist eine Gemeinde im französischen Département Haute-Saône in der Region Bourgogne-Franche-Comté.

## Geographie
Vy-lès-Filain liegt auf einer Höhe von 260 m über dem Meeresspiegel, etwa 13 Kilometer südlich der Stadt Vesoul (Luftlinie). Das Dorf erstreckt sich nördlich des Flusstals des Ognon, in der Talmulde der Filaine, zwischen den Waldhöhen des Bois de Filain im Westen und des Grand Bois de Dampierre im Nordosten.
Die Fläche des 5,31 km² großen Gemeindegebiets umfasst einen Abschnitt der gewellten Landschaft zwischen den Flusstälern von Ognon im Süden und Saône im Nordwesten. Der zentrale Teil des Gebietes wird von der in Nord-Süd-Richtung orientierten Talmulde der Filaine durchquert, die eine Breite von ungefähr 500 Metern aufweist und durchschnittlich auf 250 m liegt. Der Bach tritt bei Vy-lès-Filain aus einer Talenge in die Mulde hinaus und entwässert das Gebiet nach Süden zur Linotte. Flankiert wird die Mulde von Vy-lès-Filain auf beiden Seiten von plateauartigen Anhöhen, die bis zu einer Höhe von 280 m ansteigen. Sie bestehen aus Kalkschichten der mittleren Jurazeit. Westlich der Filaine dehnt sich das Plateau des Bois de Filain aus. Im Bereich des Maniton wird mit 320 m die höchste Erhebung von Vy-lès-Filain erreicht. Nach Osten erstreckt sich das Gemeindeareal auf die Höhen des Bois de la Bouloie und nach Nordosten bis zum Grand Bois de Dampierre.
Nachbargemeinden von Vy-lès-Filain sind Dampierre-sur-Linotte und Fontenois-lès-Montbozon im Osten, Roche-sur-Linotte-et-Sorans-les-Cordiers, Villers-Pater und Authoison im Süden sowie Filain im Westen und Norden.

## Geschichte
Funde von Ziegelfragmenten aus der gallorömischen Zeit weisen auf eine frühe Besiedlung des Gemeindegebietes von Vy-lès-Filain hin. Im Mittelalter gehörte Vy zur Freigrafschaft Burgund und darin zum Gebiet des Bailliage d’Amont. Der Weiler Laine wird bereits 1159 als Schenkung in einer Urkunde des Klosters Bellevaux erwähnt. In der Folge gründeten die Templer hier eine Kapelle und ein Priorat. Vy gehörte seit dem 13. Jahrhundert zum Besitz der Templer von Laine. Zusammen mit der Franche-Comté gelangte das Dorf mit dem Frieden von Nimwegen 1678 definitiv an Frankreich. Zu einer Gebietsveränderung kam es um 1800, als die vorher selbständige Gemeinde Laine mit Vy-lès-Filain fusioniert wurde. Seit 2000 ist Vy-lès-Filain Mitglied des 21 Ortschaften umfassenden Gemeindeverbandes Communauté de communes du Pays de Montbozon.

## Sehenswürdigkeiten
Die Dorfkirche von Vy-lès-Filain wurde im 19. Jahrhundert im Stil der Neugotik erbaut. Zur reichen Ausstattung zählen der Altar aus dem 18. Jahrhundert und die Statue der Heiligen Jungfrau aus dem 19. Jahrhundert. Die Gebäude des ehemaligen Templerhauses in Laine gehören heute zu einem Landwirtschaftsbetrieb.

## Bevölkerung
| Jahr                       | 1962 | 1968 | 1975 | 1982 | 1990 | 1999 |
| Einwohner                  | 90   | 88   | 57   | 75   | 70   | 73   |
| Quellen: Cassini und INSEE |      |      |      |      |      |      |

Mit 139 Einwohnern (1. Januar 2022) gehört Vy-lès-Filain zu den kleinsten Gemeinden des Département Haute-Saône. Nachdem die Einwohnerzahl in der ersten Hälfte des 20. Jahrhunderts deutlich abgenommen hatte (1901 wurden noch 134 Personen gezählt), wurden seit Beginn der 1980er Jahre nur noch geringe Schwankungen verzeichnet.

## Wirtschaft und Infrastruktur
Vy-lès-Filain war bis weit ins 20. Jahrhundert hinein ein vorwiegend durch die Landwirtschaft (Ackerbau, Obstbau und Viehzucht) und die Forstwirtschaft geprägtes Dorf. Außerhalb des primären Sektors gibt es nur sehr wenige Arbeitsplätze im Dorf. Mittlerweile hat sich der Ort auch zu einer Wohngemeinde gewandelt. Viele Erwerbstätige sind deshalb Wegpendler, die in den größeren Ortschaften der Umgebung ihrer Arbeit nachgehen.
Der Ort liegt abseits der größeren Durchgangsachsen an einer Departementsstraße, die von Loulans-Verchamp nach Filain führt. Weitere Straßenverbindungen bestehen mit Dampierre-sur-Linotte, Fontenois-lès-Montbozon und Authoison.